# Glassport (Pensylwania)
Glassport – miasto w Stanach Zjednoczonych, w stanie Pensylwania, w hrabstwie Allegheny. W 2000 r. miasto to zamieszkiwało 4 993 osób.
Według spisu mieszkańców z 2000 roku 22,4% jest polskiego, 22,0% włoskiego, 13,0% niemieckiego, 8,7% irlandzkiego, 7,9% słowackiego i 5,6% angielskiego pochodzenia.